# Aeroportul Național Paros
Aeroportul Național Paros (IATA: PAS, ICAO: LGPA) este un aeroport din Egeea de Sud, Administrația descentralizată a Mării Egee⁠⁠(d), Grecia ce deservește zona Dimos Parou⁠(d). Aeroportul a fost tranzitat în 2015 de 43.182 de pasageri.
Situat la o altitudine de 37 m, aeroportul dispune de o singură pistă. Este operat de Hellenic Civil Aviation Authority⁠(d).